# David Maslanka
David Maslanka (ur. 30 sierpnia 1943 w New Bedford, zm. 7 sierpnia 2017) – amerykański kompozytor polskiego pochodzenia, który tworzył w różnych gatunkach muzycznych, w tym utwory na chór, orkiestrę dętą, muzykę kameralną oraz orkiestrę symfoniczną.
Najbardziej znany ze swoich kompozycji na orkiestrę dętą, Maslanka opublikował ponad 150 utworów, w tym dziesięć symfonii, z których osiem przeznaczonych jest na orkiestrę dętą, ponad 15 koncertów oraz pełną mszę. Jego styl kompozytorski charakteryzował się intensywną i złożoną rytmiką, dużą tonalnością oraz wyraźną melodyjnością. Jego kompozycje były wykonywane w Stanach Zjednoczonych, Europie, Australii, Kanadzie i Japonii. Jego Dziesiąta Symfonia została zorkiestrowana przez jego syna, Matthew Maslankę, ponieważ w chwili śmierci kompozytora nie była ukończona.